# Konstantínos Karamanlís (1974)
Pour les articles homonymes, voir Konstantínos Karamanlís.
Konstantínos Karamanlís (en grec moderne : Κωνσταντίνος Αχιλλέα Καραμανλής), né le 12 décembre 1974 à Athènes, est un homme politique grec.

## Biographie

### Première vie
Karamanlis est issu d'une famille avec une longue tradition politique. Il est le fils de l'homme politique Achillea Karamanlis, neveu de Konstantinos Karamanlis et cousin de Kostas Karamanlis. Karamanlis a étudié l'histoire et l'économie au Hamilton College de New York, puis à l'Université Tufts. De 2002 à 2004, il a travaillé à Londres au sein de la banque d'investissement suisse UBS Warburg. Plus tard, pendant dix ans, il fut directeur général d'une compagnie maritime au Pirée.

### Carrière politique
Aux élections législatives grecques de janvier 2015, il est élu député au Parlement grec sur la liste de la Nouvelle Démocratie dans la circonscription de Serrès.
Nommé ministre des Transports en juillet 2019, il démissionne le 1er mars 2023 à la suite d'un grave accident entre un train de voyageurs et un train de marchandises, faisant une cinquantaine de morts et plusieurs dizaines de blessés,. Il se présente aux élections législatives suivantes où il est réélu dans sa circonscription de Serrès.
Il est mis en cause dès juin 2023 par le Parquet européen pour soupçon de malversations financières découvertes lors de l'enquête sur le désastre ferroviaire. Toutefois, la loi grecque prévoit que l'assentiment du Parlement grec est nécessaire pour engager de telles poursuite contre un ministre. Or la majorité absolue détenue au Parlement par la Nouvelle démocratie, parti de Karamanlís, a rejeté la création d'une commission d'enquête en novembre 2023 et n'a donc pas donné suite aux demandes du Parquet européen.